# Komuna e Cakranit
Komuna e Cakranit är en kommun i Albanien.   Den ligger i prefekturen Qarku i Fierit, i den centrala delen av landet, 80 km söder om huvudstaden Tirana.
Trakten runt Komuna e Cakranit består till största delen av jordbruksmark.  Runt Komuna e Cakranit är det ganska tätbefolkat, med 199 invånare per kvadratkilometer.